# Polina Guryeva
Polina Gurjeva (født 5. oktober 1999) er en turkmensk vægtløfter.
Hun repræsenterede Turkmenistan under sommer-OL 2020 i Tokyo, hvor hun vandt sølv i vægtklassen 61 kg for kvinder.